# ATP Challenger Series 2001
In der folgenden Tabelle werden die Turniere der professionellen Herrentennis-Saison 2001 der ATP Challenger Series dargestellt. Sie bestand aus 135 Turnieren mit einem Preisgeld von 25.000 bis 125.000 US-Dollar. Es war die 24. Ausgabe des Challenger-Turnierzyklus.

## Turnierplan

### Januar
| Datum1 | Ort       | Turnier                                 | Preisgeld | Belag2      | Sieger Einzel  | Sieger Doppel               |
| ------ | --------- | --------------------------------------- | --------- | ----------- | -------------- | --------------------------- |
| 01.01. | São Paulo | Aberto de São Paulo                     | $ 025.000 | Hartplatz   | Flávio Saretta | Noam Okun André Sá          |
| 22.01. | Heilbronn | Heilbronn Open                          | $ 100.000 | Teppich (i) | Michaël Llodra | Sander Groen Jack Waite     |
| 22.01. | Waikoloa  | Hilton Waikoloa Village USTA Challenger | $ 050.000 | Hartplatz   | Andy Roddick   | Paul Goldstein Jim Thomas   |
| 29.01. | Hamburg   | Warsteiner Challenger                   | $ 025.000 | Teppich (i) | Michaël Llodra | Julian Knowle Lorenzo Manta |

### Februar
| Datum1 | Ort                 | Turnier                                | Preisgeld | Belag2        | Sieger Einzel          | Sieger Doppel                   |
| ------ | ------------------- | -------------------------------------- | --------- | ------------- | ---------------------- | ------------------------------- |
| 05.02. | Breslau             | KGHM Polish Indoors                    | $ 125.000 | Hartplatz (i) | Axel Pretzsch          | Wayne Black Jason Weir-Smith    |
| 05.02. | Dallas              | Challenger of Dallas                   | $ 050.000 | Hartplatz     | Dmitri Tursunow        | Gavin Sontag Jerry Turek        |
| 12.02. | Lübeck              | Warsteiner Challenger Lübeck           | $ 025.000 | Teppich (i)   | Zbynek Mlynarik        | Julian Knowle Lorenzo Manta     |
| 12.02. | Mumbai              | Mumbai Challenger                      | $ 025.000 | Hartplatz     | Federico Luzzi         | František Čermák Ota Fukárek    |
| 19.02. | Andrézieux-Bouthéon | Challenger 42                          | $ 050.000 | Hartplatz (i) | Nenad Zimonjić         | Julien Benneteau Nicolas Mahut  |
| 19.02. | Ho-Chi-Minh-Stadt   | Heineken Challenger                    | $ 050.000 | Hartplatz     | Petr Kralert           | Takao Suzuki Eric Taino         |
| 19.02. | Chandigarh          | The IndianOil Servo ATP Challenger     | $ 025.000 | Hartplatz     | Dennis van Scheppingen | František Čermák Radek Štěpánek |
| 19.02. | Hull                | Hull Challenger                        | $ 025.000 | Teppich (i)   | Michael Kohlmann       | Michael Kohlmann Michaël Llodra |
| 19.02. | Wolfsburg           | Volkswagen Challenger                  | $ 025.000 | Teppich (i)   | Jarkko Nieminen        | Robert Lindstedt Fredrik Loven  |
| 26.02. | Singapur            | Singapore Challenger                   | $ 050.000 | Hartplatz     | Ota Fukárek            | Tim Crichton Ashley Fisher      |
| 26.02. | Cherbourg           | Challenger Ford de Cherbourg-Octeville | $ 037.500 | Hartplatz (i) | Orlin Stanoitschew     | Julian Knowle Lorenzo Manta     |

### März
| Datum1 | Ort       | Turnier                                                  | Preisgeld | Belag2      | Sieger Einzel     | Sieger Doppel                    |
| ------ | --------- | -------------------------------------------------------- | --------- | ----------- | ----------------- | -------------------------------- |
| 05.03. | Kyōto     | Shimadzu All Japan Indoor Tennis Championships           | $ 025.000 | Teppich (i) | John van Lottum   | Noam Behr Noam Okun              |
| 12.03. | Magdeburg | Residenza Open Magdeburg                                 | $ 025.000 | Teppich (i) | Axel Pretzsch     | Frédéric Niemeyer Radek Štěpánek |
| 12.03. | Perth     | Perth Challenger                                         | $ 025.000 | Hartplatz   | Vasilis Mazarakis | Stephen Huss Lee Pearson         |
| 12.03. | Salinas   | Abierto Internacional de Salinas                         | $ 025.000 | Hartplatz   | David Nalbandian  | Luis Horna David Nalbandian      |
| 19.03. | Espinho   | Espinho Open                                             | $ 025.000 | Sand        | Félix Mantilla    | Wim Neefs Djalmar Sistermans     |
| 19.03. | Hamilton  | Hamilton Challenger                                      | $ 025.000 | Hartplatz   | Björn Rehnquist   | Noam Behr Noam Okun              |
| 26.03. | Barletta  | Torneo Internazionale di Tennis Città della Disfida Open | $ 025.000 | Sand        | Félix Mantilla    | Germán Puentes Jairo Velasco Jr. |

### April
| Datum1 | Ort             | Turnier                      | Preisgeld | Belag2    | Sieger Einzel    | Sieger Doppel                |
| ------ | --------------- | ---------------------------- | --------- | --------- | ---------------- | ---------------------------- |
| 02.04. | Calabasas       | USTA Challenger of Calabasas | $ 025.000 | Hartplatz | André Sá         | Ota Fukárek Ivo Heuberger    |
| 09.04. | San Luis Potosí | San Luis Potosí Challenger   | $ 050.000 | Sand      | Martín Rodríguez | Edgardo Massa Sergio Roitman |
| 16.04. | Bermuda         | XL Bermuda Open              | $ 100.000 | Sand      | José Acasuso     | Paul Goldstein Andy Roddick  |

### Mai
| Datum1 | Ort         | Turnier                       | Preisgeld | Belag2    | Sieger Einzel      | Sieger Doppel                     |
| ------ | ----------- | ----------------------------- | --------- | --------- | ------------------ | --------------------------------- |
| 07.05. | Birmingham  | Birmingham Challenger         | $ 050.000 | Sand      | Irakli Labadse     | James Blake Mark Merklein         |
| 07.05. | Jerusalem   | Jerusalem Challenger          | $ 050.000 | Hartplatz | Noam Okun          | Jonathan Erlich Michaël Llodra    |
| 07.05. | Fargʻona    | Fergana Challenger            | $ 025.000 | Hartplatz | Ivo Heuberger      | Rik De Voest Igor Kunizyn         |
| 14.05. | Rocky Mount | Belmont Farms USTA Challenger | $ 050.000 | Sand      | Jan Vacek          | Mark Merklein Mitch Sprengelmeyer |
| 14.05. | Zagreb      | Zagreb Open                   | $ 050.000 | Sand      | Jacobo Díaz        | Enzo Artoni Andrés Schneiter      |
| 14.05. | Antwerpen   | Antwerp Challenger            | $ 025.000 | Sand      | Dick Norman        | Juan Giner Jerry Turek            |
| 14.05. | Edinburgh   | Edinburgh Challenger          | $ 025.000 | Sand      | Kristian Pless     | Filippo Messori Salvador Navarro  |
| 14.05. | Prag        | ECM Prague Open               | $ 025.000 | Sand      | Sláva Doseděl      | Jaroslav Levinský Michal Navrátil |
| 21.05. | Budapest    | Budapest Challenger I         | $ 025.000 | Sand      | Giorgio Galimberti | Daniel Melo Sergio Roitman        |
| 28.05. | Bukarest    | Compaq Challenger             | $ 025.000 | Sand      | Irakli Labadse     | Mark Merklein Paul Rosner         |
| 28.05. | Salvador    | Aberto da Costa do Sauípe     | $ 025.000 | Hartplatz | André Sá           | Adriano Ferreira Daniel Melo      |

### Juni
| Datum1 | Ort          | Turnier                       | Preisgeld | Belag2        | Sieger Einzel   | Sieger Doppel                      |
| ------ | ------------ | ----------------------------- | --------- | ------------- | --------------- | ---------------------------------- |
| 04.06. | Prostějov    | Unicredit Czech Open          | $ 100.000 | Sand          | Bohdan Ulihrach | Andrea Gaudenzi Sander Groen       |
| 04.06. | Fürth        | Quelle Cup                    | $ 050.000 | Sand          | Germán Puentes  | Hugo Armando Andrei Stoljarow      |
| 04.06. | Surbiton     | Surbiton Trophy               | $ 050.000 | Rasen         | Taylor Dent     | David Adams Ben Ellwood            |
| 04.06. | Tallahassee  | Tallahassee Tennis Challenger | $ 050.000 | Hartplatz     | Ramón Delgado   | Matthew Breen Lee Pearson          |
| 11.06. | Biella       | Top Wool Challenger           | $ 100.000 | Sand          | Adrian Voinea   | Enzo Artoni Andrés Schneiter       |
| 11.06. | Weiden       | ATU Cup                       | $ 050.000 | Sand          | Jiří Vaněk      | Julián Alonso Hugo Armando         |
| 18.06. | Braunschweig | Nord/LB Open                  | $ 125.000 | Sand          | Andrea Gaudenzi | Karsten Braasch Jens Knippschild   |
| 18.06. | Lugano       | Challenger Lugano             | $ 050.000 | Sand          | Jiří Vaněk      | Steven Randjelovic Attila Sávolt   |
| 25.06. | Andorra      | Open Internacional d’Andorra  | $ 025.000 | Hartplatz (i) | Noam Okun       | Denis Golowanow Tuomas Ketola      |
| 25.06. | Eisenach     | Wartburg Open                 | $ 025.000 | Sand          | Oliver Gross    | Yves Allegro Gabriel Trifu         |
| 25.06. | Sassuolo     | Memorial Savigni              | $ 025.000 | Sand          | Attila Sávolt   | Didac Pérez Gabriel Trujillo Soler |

### Juli
| Datum1 | Ort                 | Turnier                                | Preisgeld | Belag2    | Sieger Einzel          | Sieger Doppel                       |
| ------ | ------------------- | -------------------------------------- | --------- | --------- | ---------------------- | ----------------------------------- |
| 02.07. | Venedig             | Venice Challenger                      | $ 100.000 | Sand      | Christophe Rochus      | Mark Merklein Mitch Sprengelmeyer   |
| 02.07. | Ulm                 | Müller Cup                             | $ 050.000 | Sand      | Nikolai Dawydenko      | František Čermák David Škoch        |
| 02.07. | Campos do Jordão I  | Intelig Tennis Cup                     | $ 025.000 | Hartplatz | Ricardo Mello          | Alejandro Hernández André Sá        |
| 02.07. | Montauban           | Open de Montauban                      | $ 025.000 | Sand      | Oliver Gross           | Diego del Río Vadim Kutsenko        |
| 09.07. | Scheveningen        | Siemens Open                           | $ 075.000 | Sand      | Raemon Sluiter         | Jordan Kerr Grant Silcock           |
| 09.07. | Bristol             | Bristol Challenger Trophy              | $ 050.000 | Rasen     | Jamie Delgado          | Wesley Moodie Shaun Rudman          |
| 09.07. | Granby              | Granby Challenger                      | $ 050.000 | Hartplatz | Axel Pretzsch          | Bobby Kokavec Jeff Morrison         |
| 09.07. | Campinas I          | Tess Tennis Classic                    | $ 025.000 | Sand      | Alessio di Mauro       | Edgardo Massa Leonardo Olguín       |
| 09.07. | Mantua              | Challenger Canottieri Mincio           | $ 025.000 | Sand      | Diego Hipperdinger     | Stefano Galvani Salvador Navarro    |
| 09.07. | Oberstaufen         | Oberstaufen Cup                        | $ 025.000 | Sand      | Oliver Gross           | Karol Beck Branislav Sekáč          |
| 16.07. | Aptos               | USTA Seascape Challenger               | $ 050.000 | Hartplatz | Jeff Salzenstein       | Brandon Hawk Robert Kendrick        |
| 16.07. | Manchester          | Manchester Trophy                      | $ 050.000 | Rasen     | Jean-François Bachelot | Ben Ellwood Fredrik Loven           |
| 23.07. | Campos do Jordão II | Credicard Mastercard Tennis Cup        | $ 075.000 | Hartplatz | Ramón Delgado          | Dejan Petkovic Andy Ram             |
| 23.07. | Tampere             | Amer-Wilson Tampere ATP Tournament     | $ 050.000 | Sand      | Jarkko Nieminen        | Stephen Huss Lee Pearson            |
| 23.07. | Budaörs             | Stella Artois Clay Court Championships | $ 025.000 | Sand      | Juan Ignacio Chela     | Petr Dezort Radomír Vašek           |
| 30.07. | San Marino          | San Marino CEPU Open                   | $ 100.000 | Sand      | Juan Antonio Marín     | František Čermák David Škoch        |
| 30.07. | Segovia             | Open Castilla y León                   | $ 100.000 | Hartplatz | Juan Ignacio Chela     | Wesley Moodie Shaun Rudman          |
| 30.07. | Lexington           | Fifth Third Bank Tennis Classic        | $ 050.000 | Hartplatz | Paul Goldstein         | John-Laffnie de Jager Robbie Koenig |
| 30.07. | Belo Horizonte      | BH Tennis Open International Cup       | $ 025.000 | Hartplatz | Eric Taino             | Dejan Petrović Andy Ram             |
| 30.07. | Wrexham             | Wrexham Challenger                     | $ 025.000 | Hartplatz | Michael Kohlmann       | Gilles Elseneer Alexander Popp      |

### August
| Datum1 | Ort             | Turnier                              | Preisgeld | Belag2    | Sieger Einzel          | Sieger Doppel                          |
| ------ | --------------- | ------------------------------------ | --------- | --------- | ---------------------- | -------------------------------------- |
| 06.08. | Córdoba         | Open Diputación Ciudad de Pozoblanco | $ 075.000 | Hartplatz | Jarkko Nieminen        | Jordan Kerr Grant Silcock              |
| 06.08. | Binghamton      | Time Warner USTA Challenger          | $ 050.000 | Hartplatz | Cédric Kauffmann       | Bobby Kokavec Frédéric Niemeyer        |
| 06.08. | Linz            | Skandia Open                         | $ 050.000 | Sand      | Jan Vacek              | Aleksandar Kitinov Todd Perry          |
| 06.08. | Gramado         | Gramado Open de Tênis                | $ 025.000 | Hartplatz | Barry Cowan            | Dejan Petrović Andy Ram                |
| 06.08. | San Benedetto   | ATP Challenger Riviera delle Palme   | $ 025.000 | Sand      | Marzio Martelli        | Leonardo Azzaro Stefano Galvani        |
| 06.08. | Toljatti        | Togliatti Cup                        | $ 025.000 | Hartplatz | Alexander Peya         | Karol Beck Igor Zelenay                |
| 13.08. | Bronx           | GHI Bronx Tennis Classic             | $ 050.000 | Hartplatz | Björn Phau             | Kelly Gullett Bobby Kokavec            |
| 13.08. | Graz            | CA Challenge                         | $ 050.000 | Hartplatz | Julian Knowle          | Tim Crichton Todd Perry                |
| 13.08. | Sopot           | Warta Cup                            | $ 050.000 | Sand      | David Ferrer           | Bartłomiej Dąbrowski Marcin Matkowski  |
| 13.08. | Brasília        | Brasília Challenger I                | $ 025.000 | Sand      | Gastón Etlis           | Gastón Etlis Leonardo Olguín           |
| 13.08. | Bressanone      | Brixina Tennis Open                  | $ 025.000 | Sand      | Renzo Furlan           | Massimo Bertolini Cristian Brandi      |
| 13.08. | Sylt            | Volvo Sylt Open                      | $ 025.000 | Sand      | Salvador Navarro       | Dennis van Scheppingen Bobbie Altelaar |
| 20.08. | Genf            | Geneva Challenger                    | $ 050.000 | Sand      | Dennis van Scheppingen | Diego del Río Orlin Stanoitschew       |
| 20.08. | Ribeirão Preto  | Ribeirão Challenger                  | $ 050.000 | Sand      | Juan Ignacio Chela     | Adriano Ferreira Antonio Prieto        |
| 20.08. | Manerbio        | Trofeo Dimmidisì                     | $ 025.000 | Sand      | Attila Sávolt          | Attila Sávolt Thomas Strengberger      |
| 20.08. | Mönchengladbach | BMW Challenger Open                  | $ 025.000 | Sand      | Jürgen Melzer          | Jens Knippschild Jairo Velasco Jr.     |
| 27.08. | Campinas II     | Telesp Celular Open                  | $ 050.000 | Sand      | Juan Ignacio Chela     | Edgardo Massa Flávio Saretta           |
| 27.08. | Freudenstadt    | Black Forest Open                    | $ 037.500 | Sand      | Albert Montañés        | Franz Stauder Alexander Waske          |
| 27.08. | Brindisi        | Trofeo Città di Brindisi             | $ 025.000 | Sand      | Federico Luzzi         | Daniele Bracciali Giorgio Galimberti   |

### September
| Datum1 | Ort           | Turnier                     | Preisgeld | Belag2    | Sieger Einzel         | Sieger Doppel                            |
| ------ | ------------- | --------------------------- | --------- | --------- | --------------------- | ---------------------------------------- |
| 03.09. | Kiew          | Kyiv Open                   | $ 125.000 | Sand      | David Sánchez         | Jordan Kerr Grant Silcock                |
| 03.09. | Curitiba      | Curitiba Challenger         | $ 050.000 | Sand      | Flávio Saretta        | Tim Crichton Ashley Fisher               |
| 03.09. | Aschaffenburg | Rhein-Main Challenger       | $ 037.500 | Sand      | Simon Greul           | Aleksandar Kitinov Dušan Vemić           |
| 03.09. | Brașov        | Asirom Brașov Challenger    | $ 025.000 | Sand      | Stefano Galvani       | Amir Hadad Lovro Zovko                   |
| 10.09. | Tarzana       | Usbridge.com Tennis Classic | $ 050.000 | Hartplatz | Levar Harper-Griffith | Zack Fleishman Michael Joyce             |
| 10.09. | Budapest      | Budapest Challenger II      | $ 025.000 | Sand      | Didac Pérez           | Oliver Marach Jarkko Nieminen            |
| 10.09. | Sofia         | Bulgarian Challenger        | $ 025.000 | Sand      | Vasilis Mazarakis     | Igor Gaudi Stefano Galvani               |
| 10.09. | Zabrze        | Compaq Cup                  | $ 025.000 | Sand      | Ota Fukárek           | Julian Knowle Michael Kohlmann           |
| 17.09. | Stettin       | Pekao Szczecin Open         | $ 125.000 | Sand      | Juan Ignacio Chela    | Mariusz Fyrstenberg Marcin Matkowski     |
| 17.09. | Istanbul      | TED Open                    | $ 075.000 | Hartplatz | Nikolai Dawydenko     | Jonathan Erlich Michaël Llodra           |
| 17.09. | Florianópolis | Global Telecom Open         | $ 050.000 | Sand      | Edgardo Massa         | Gastón Etlis Martín Rodríguez            |
| 17.09. | Sevilla       | Copa Sevilla                | $ 037.500 | Sand      | Stefano Galvani       | Stefano Galvani Vincenzo Santopadre      |
| 24.09. | Maia          | Maia Open                   | $ 125.000 | Sand      | Jarkko Nieminen       | Juan Ignacio Carrasco Djalmar Sistermans |
| 24.09. | Kamnik        | KIK Group Open              | $ 025.000 | Sand      | Željko Krajan         | Igor Brukner Jaroslav Levinský           |
| 24.09. | Samarqand     | Samarkand Challenger        | $ 025.000 | Sand      | Oleg Ogorodov         | Denis Golowanow Vadim Kutsenko           |
| 24.09. | São Paulo     | São Paulo Challenger I      | $ 025.000 | Sand      | Edgardo Massa         | Adriano Ferreira Edgardo Massa           |

### Oktober
| Datum1 | Ort               | Turnier                              | Preisgeld | Belag2        | Sieger Einzel           | Sieger Doppel                          |
| ------ | ----------------- | ------------------------------------ | --------- | ------------- | ----------------------- | -------------------------------------- |
| 01.10. | Cagliari          | Sardinia International Championships | $ 075.000 | Sand          | Fernando Vicente        | Juan Ignacio Carrasco Álex López Morón |
| 01.10. | Grenoble          | Open de L’Isère                      | $ 075.000 | Hartplatz (i) | Johan Settergren        | Jonathan Erlich Andy Ram               |
| 01.10. | Guadalajara       | Guadalajara Challenger               | $ 075.000 | Sand          | Agustín Calleri         | Gastón Etlis Martin Rodriguez          |
| 01.10. | Tulsa             | USTA Challenger of Oklahoma          | $ 050.000 | Hartplatz     | Jan Hernych             | Mardy Fish Jeff Morrison               |
| 01.10. | Buxoro            | Bukhara Challenger                   | $ 025.000 | Hartplatz     | John van Lottum         | Aisam-ul-Haq Qureshi Rogier Wassen     |
| 08.10. | Lima              | Lima Challenger                      | $ 075.000 | Sand          | Juan Ignacio Chela      | Enzo Artoni Daniel Melo                |
| 08.10. | Barcelona         | Trofeo Cuitat de Barcelona           | $ 050.000 | Sand          | Konstantinos Economidis | Juan Ignacio Carrasco Álex López Morón |
| 08.10. | Kerrville         | USTA Championships of Kerrville      | $ 025.000 | Hartplatz     | Alex Kim                | Brandon Hawk Robert Kendrick           |
| 15.10. | Helsinki          | IPP Open                             | $ 050.000 | Teppich (i)   | George Bastl            | Tim Crichton Jim Thomas                |
| 15.10. | Brasília          | Brasília Challenger II               | $ 025.000 | Sand          | Sebastián Prieto        | Luis Lobo Daniel Orsanic               |
| 15.10. | Quito             | Trofeo Ciudad de Quito               | $ 025.000 | Sand          | Hugo Armando            | Ricardo Schlachter Rogier Wassen       |
| 22.10. | São Paulo         | São Paulo Challenger II              | $ 075.000 | Sand          | Agustín Calleri         | Agustín Calleri Edgardo Massa          |
| 22.10. | Seoul             | Samsung Securities Cup               | $ 050.000 | Hartplatz     | Lee Hyung-taik          | František Čermák Jaroslav Levinský     |
| 22.10. | Houston           | USTA Challenger of Houston           | $ 025.000 | Hartplatz     | Vincent Spadea          | Jeff Coetzee Paul Rosner               |
| 29.10. | Santiago de Chile | Santiago Challenger                  | $ 075.000 | Sand          | Marcelo Ríos            | André Sá Alexandre Simoni              |
| 29.10. | Aachen            | Lambertz Open by STAWAG              | $ 050.000 | Teppich (i)   | Alexander Popp          | Julian Knowle Michael Kohlmann         |
| 29.10. | Bolton            | Bolton Challenger                    | $ 025.000 | Hartplatz (i) | Olivier Rochus          | Gilles Elseneer Wim Neefs              |
| 29.10. | Burbank           | USTA Challenger of Burbank           | $ 025.000 | Hartplatz     | Kevin Kim               | Scott Humphries Chris Woodruff         |
| 29.10. | Yokohama          | Yokohama Challenger                  | $ 025.000 | Teppich (i)   | Takao Suzuki            | Takao Suzuki Mitsuru Takada            |

### November
| Datum1 | Ort          | Turnier                                                    | Preisgeld | Belag2        | Sieger Einzel          | Sieger Doppel                          |
| ------ | ------------ | ---------------------------------------------------------- | --------- | ------------- | ---------------------- | -------------------------------------- |
| 05.11. | Bratislava   | Tatra Banka Open                                           | $ 100.000 | Sand (i)      | Karol Kučera           | Petr Luxa Radek Štěpánek               |
| 05.11. | Montevideo   | Copa Ericsson Uruguay                                      | $ 075.000 | Sand          | David Nalbandian       | Diego del Río Martín Vassallo Argüello |
| 05.11. | Tyler        | UT Tyler Patriot Challenger                                | $ 050.000 | Hartplatz     | Noam Okun              | Stephen Huss Paul Rosner               |
| 05.11. | Eckental     | Okal Cup                                                   | $ 025.000 | Teppich (i)   | Alexander Popp         | George Bastl Neville Godwin            |
| 12.11. | Buenos Aires | Buenos Aires Challenger                                    | $ 075.000 | Sand          | Agustín Calleri        | Federico Browne Ignacio Hirigoyen      |
| 12.11. | Knoxville    | University of Tennessee USTA Challenger                    | $ 050.000 | Hartplatz (i) | James Blake            | Mardy Fish Jeff Morrison               |
| 19.11. | Caracas      | Caracas Challenger                                         | $ 025.000 | Hartplatz     | Julian Knowle          | Julian Knowle Michael Kohlmann         |
| 19.11. | Prag         | Naride Prague Indoor                                       | $ 025.000 | Sand          | Ota Fukárek            | Lukáš Dlouhý David Miketa              |
| 19.11. | Puebla       | Challenger Britania Zavaleta                               | $ 025.000 | Hartplatz     | Miguel Gallardo Valles | Jonathan Erlich Andy Ram               |
| 26.11. | San José     | Copa Ericsson Costa Rica                                   | $ 075.000 | Hartplatz     | Michael Kohlmann       | Jonathan Erlich Andy Ram               |
| 26.11. | Mailand      | Jameson Cup                                                | $ 050.000 | Teppich (i)   | Marc Rosset            | Nicola Bruno Gianluca Pozzi            |
| 26.11. | Urbana       | Wright Financial Group/Northwestern Mutual USTA Challenger | $ 050.000 | Hartplatz (i) | Ivo Karlović           | Mardy Fish Jeff Morrison               |

### Dezember
| Datum1 | Ort            | Turnier                   | Preisgeld | Belag2    | Sieger Einzel       | Sieger Doppel                          |
| ------ | -------------- | ------------------------- | --------- | --------- | ------------------- | -------------------------------------- |
| 03.12. | Rio de Janeiro | Rio de Janeiro Challenger | $ 025.000 | Sand      | Kristian Pless      | Justin Gimelstob David Macpherson      |
| 03.12. | Bangkok        | Bangkok Challenger        | $ 025.000 | Hartplatz | Paradorn Srichaphan | Jaroslav Levinský Aisam-ul-Haq Qureshi |

- 1 Turnierbeginn (ohne Qualifikation)
- 2 Das Kürzel „(i)“ (= indoor) bedeutet, dass das betreffende Turnier in einer Halle ausgetragen wurde.